# Logan Sargeant
Logan Hunter Sargeant (* 31. Dezember 2000 in Fort Lauderdale, Florida) ist ein derzeit inaktiver US-amerikanischer Automobilrennfahrer. 
Sargeants Karriere begann 2008 mit Teilnahmen an lokalen Kart-Meisterschaften in den USA. Anschließend wählte er den europäisch geprägten Formelsport als weiteren Weg und stieg zwischen 2016 und 2023 von nationalen Formel-4-Meisterschaften über Formel Renault Eurocup, FIA-Formel-3-Meisterschaft und FIA-Formel-2-Meisterschaft bis in die Formel 1 auf. Er debütierte dort zur Saison 2023 für Williams F1 und startete bis Mitte 2024 zu insgesamt 36 Grands Prix für das Team. Neben dem Monopostosport fuhr Sargeant bis 2022 auch vereinzelte Sportwagenrennen im GT World Challenge Europe Sprint Cup, dem Le Mans Cup und der European Le Mans Series.

## Karriere

### Kartsport (2008–2016)
Sargeant begann seine Motorsportkarriere mit sieben Jahren im Kartsport. Er startete in seinem ersten Jahr hauptsächlich in nationalen Meisterschaften in den USA. Dort gewann er den nationalen Vorentscheid der Micro-Max-Klasse im Rahmen der Rotax Max Challenge. Er wurde für die nationale Auswahl der Vereinigten Staaten für die als Grand Finals bezeichnete, internationale Veranstaltung auf dem Ghibli Raceway in Scharm asch-Schaich in Ägypten aber nicht berücksichtigt. Ab 2010 fuhr er in Europa und gewann 2015 in Muro Leccese, Italien, vor Clément Novalak die Kart-Weltmeisterschaft der Nachwuchsklasse KF-Junior. Er war damit der erste US-Amerikaner seit Lake Speed 1978, der einen Titel in dieser Meisterschaft gewann.

### Formel 4 (2016–2017)

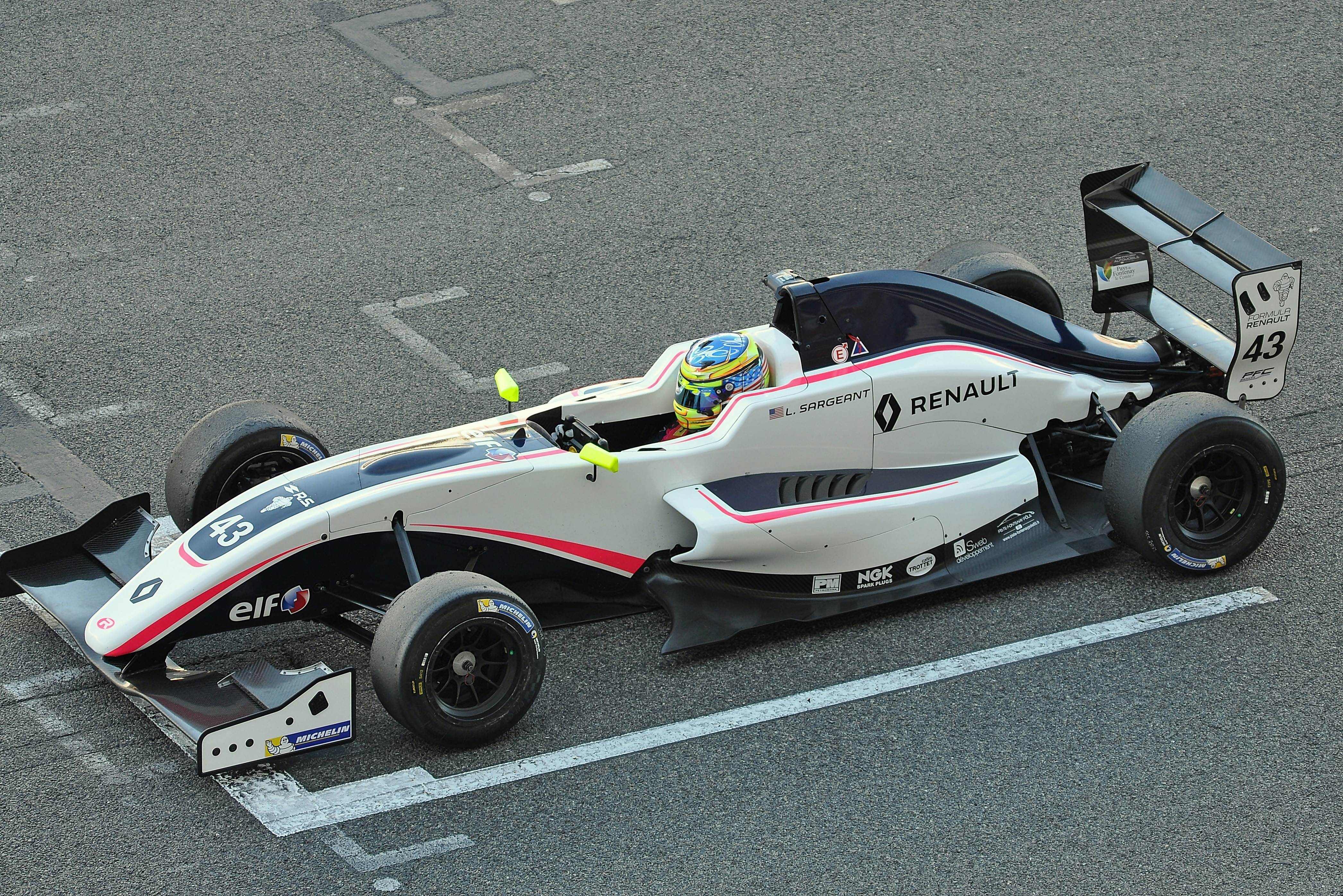
Sargeant im Formel Renault Eurocup, 2017

Im Oktober 2016 gab Sargeant sein Debüt im Monopostosport. Er wurde von der Motopark Academy für die Saison 2016/2017 der Formel-4-Meisterschaft der Vereinigten Arabischen Emirate als Teamkollege von Jonathan Aberdein verpflichtet. Das Team dominierte die Meisterschaft und Sargeant beendete die Saison hinter Aberdein auf dem zweiten Platz. Er erzielte bei 15 der 18 gewerteten Rennen einen Podiumsplatz. 2017 wechselte Sargeant zu Carlin Motorsport und startete in der britischen Formel-4-Meisterschaft. Nach zwei Siegen auf dem Rockingham Motor Speedway und in Silverstone belegte er den dritten Platz in der Gesamtwertung hinter seinem Teamkollegen Oscar Piastri und Jamie Caroline, der den Meistertitel gewann.

### Formel 3 (2018–2021)

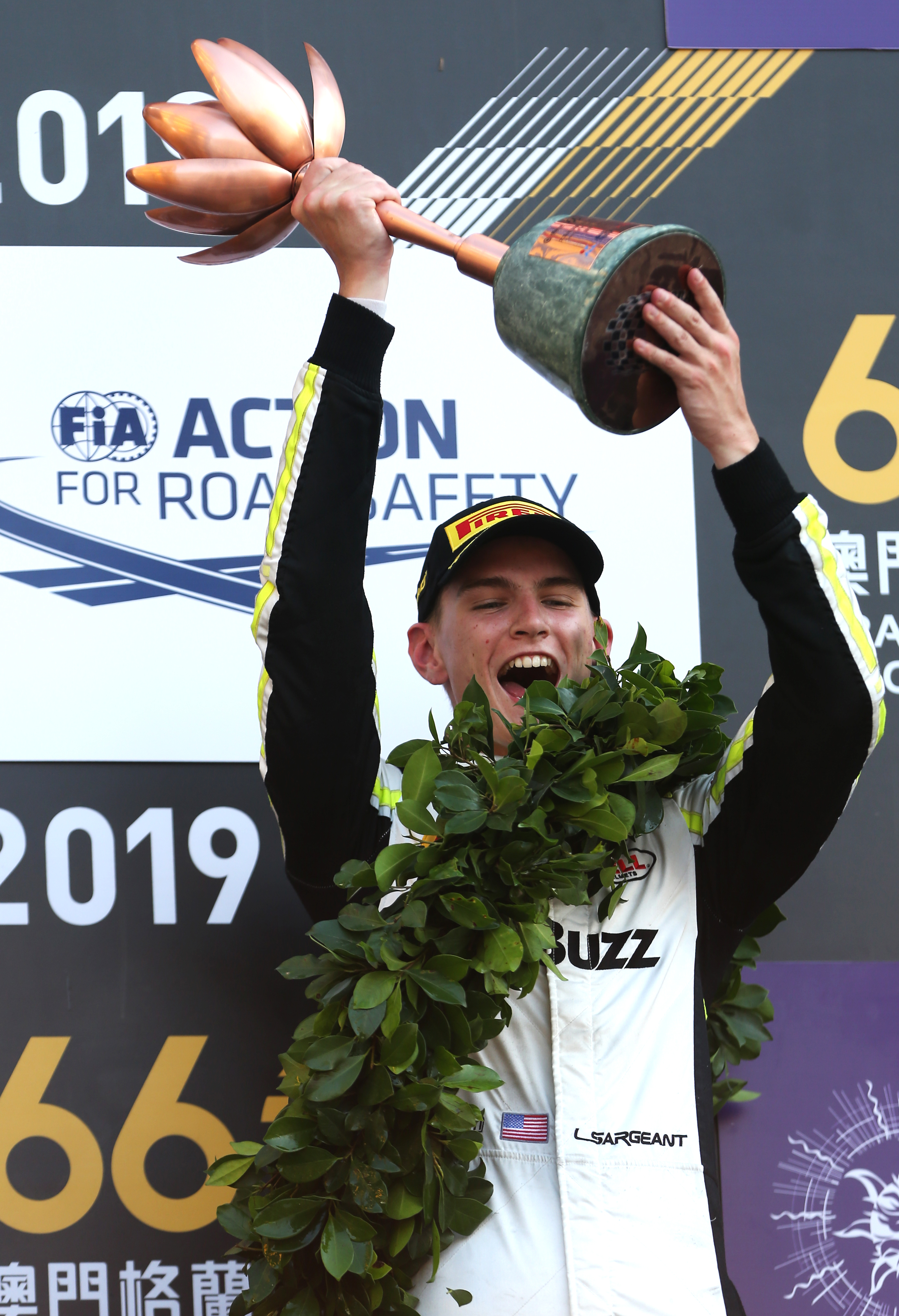
Sargeant auf dem Podium, Macau, 2019

2018 ging Sargeant im Formel Renault Eurocup als einer von vier Stammfahrern des französischen Teams R-ace GP an den Start. Hierbei steuerte er erstmals ein Fahrzeug nach den Regularien der Formel 3. Bereits beim Saisonauftakt auf dem Circuit Paul Ricard gewann er sein erstes Rennen und siegte danach noch einmal auf dem Nürburgring sowie beim Saisonfinale auf dem Circuit de Barcelona-Catalunya. Mit 218 Punkten wurde Sargeant Vierter in der Fahrermeisterschaft hinter Max Fewtrell, Christian Lundgaard und Ye Yifei.

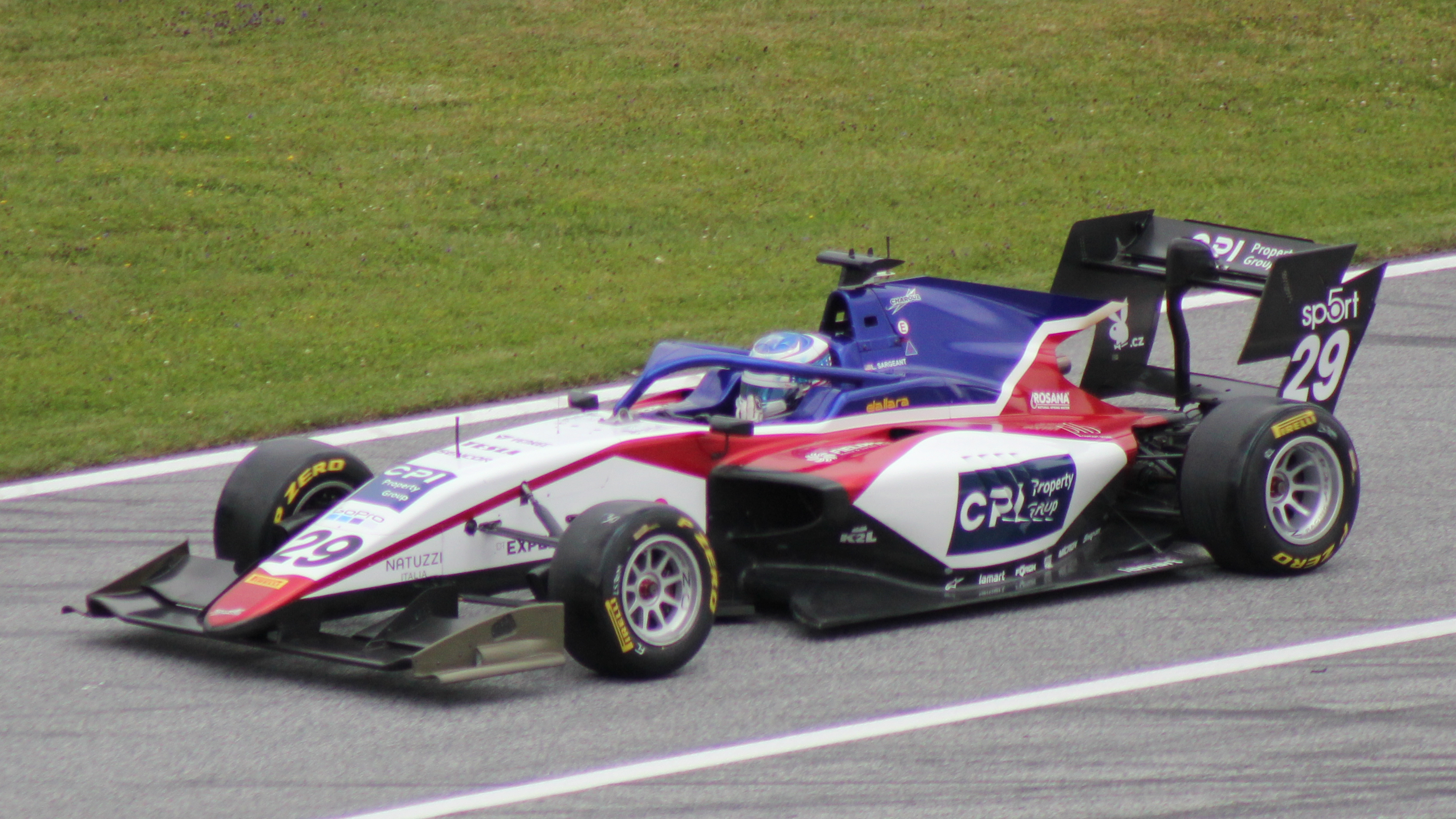
Sargeant beim Formel-3-Rennwochenende in Österreich, 2021

Für die Saison 2019 der neugegründeten FIA-Formel-3-Meisterschaft kehrte Sargeant zu Carlin Motorsport zurück und wurde Teamkollege von Felipe Drugovich und Teppei Natori. Zuvor hatte er bereits Ende 2018 in Abu Dhabi für die Teams MP Motorsport, Trident Racing und Jenzer Motorsport getestet. Sein Team verfügte in dieser Saison aber nicht über ein Spitzenfahrzeug, weswegen die einzigen Erfolge der drei Fahrer vereinzelte Zielankünfte in den Punkterängen blieben. Am Saisonende belegte Sargeant den 19. Platz in der Fahrermeisterschaft, womit er hinter Drugovich, aber vor Natori lag. Im selben Jahr startete er zudem beim prestigeträchtigen Macau Grand Prix und belegte hinter Richard Verschoor und Jüri Vips den dritten Platz.
2020 wechselte Sargeant zu Prema Racing, die mit ihm, Frederik Vesti und Oscar Piastri drei neue Fahrer verpflichteten. Nun mit konkurrenzfähigem Material ausgestattet, verbesserten sich die Leistungen Sargeants stark. Nach drei Podiumsplätzen erzielte er im zweiten Hauptrennen beim zweiten Lauf in Silverstone seinen ersten Sieg in der Formel-3-Meisterschaft, wodurch er auch kurzzeitig die Führung in der Meisterschaft innehatte. Beim 3. Lauf in Spa-Francorchamps gewann er das Sprintrennen und wurde erneut Gesamtführender. Schlechte Ergebnisse Sargeants bei den italienischen Veranstaltungen auf dem Autodromo Nazionale di Monza sowie in Mugello gaben seinen Teamkollegen aber die Chance, ihn in der Gesamtwertung noch zu überholen. Er beendete die Saison auf dem dritten Platz, einen Punkt hinter dem Zweitplatzierten Théo Pourchaire und nur vier Punkte hinter seinem Teamkollegen Piastri. Neben zwei Siegen waren weitere Saisonerfolge vier Podestplatzierungen und drei Pole-Positions.
Im Februar 2021 gab Sargeant bekannt, dass aus finanziellen Gründen ein Aufstieg in die FIA-Formel-2-Meisterschaft nicht realisierbar sei. Im April nahm er daher an einem Vorsaisontest für die Formel-3-Meisterschaft mit Charouz Racing System teil. Danach wurde er als Fahrer für Charouz in der Saison 2021 angekündigt. Im ersten Saisondrittel erzielte Sargeant zwei vierte Plätze und einen Podiumsplatz beim dritten Lauf in Spielberg, der ihm nach dem Rennen aber wieder aberkannt wurde. Sein erstes gewertetes Podium der Saison holte er im ersten Rennen des Laufes in Budapest, dem er einen weiteren dritten Platz im Lauf von Spa-Francorchamps folgen ließ. Beim ersten Rennen vom Lauf von Zandvoort erzielte Sargeant sein bis dahin bestes Saisonergebnis, als er von der Pole-Position aus dem umgekehrten Startfeld als Zweiter ins Ziel kam. Seinen einzigen Saisonsieg errang er im ersten Rennen der Veranstaltung in Sotschi, das war gleichzeitig der erste Sieg seines Teams Charouz. Sargeant beendete die Saison auf dem siebten Platz mit 102 Punkten.

### Formel 2 und Sportwagen (2021–2022)

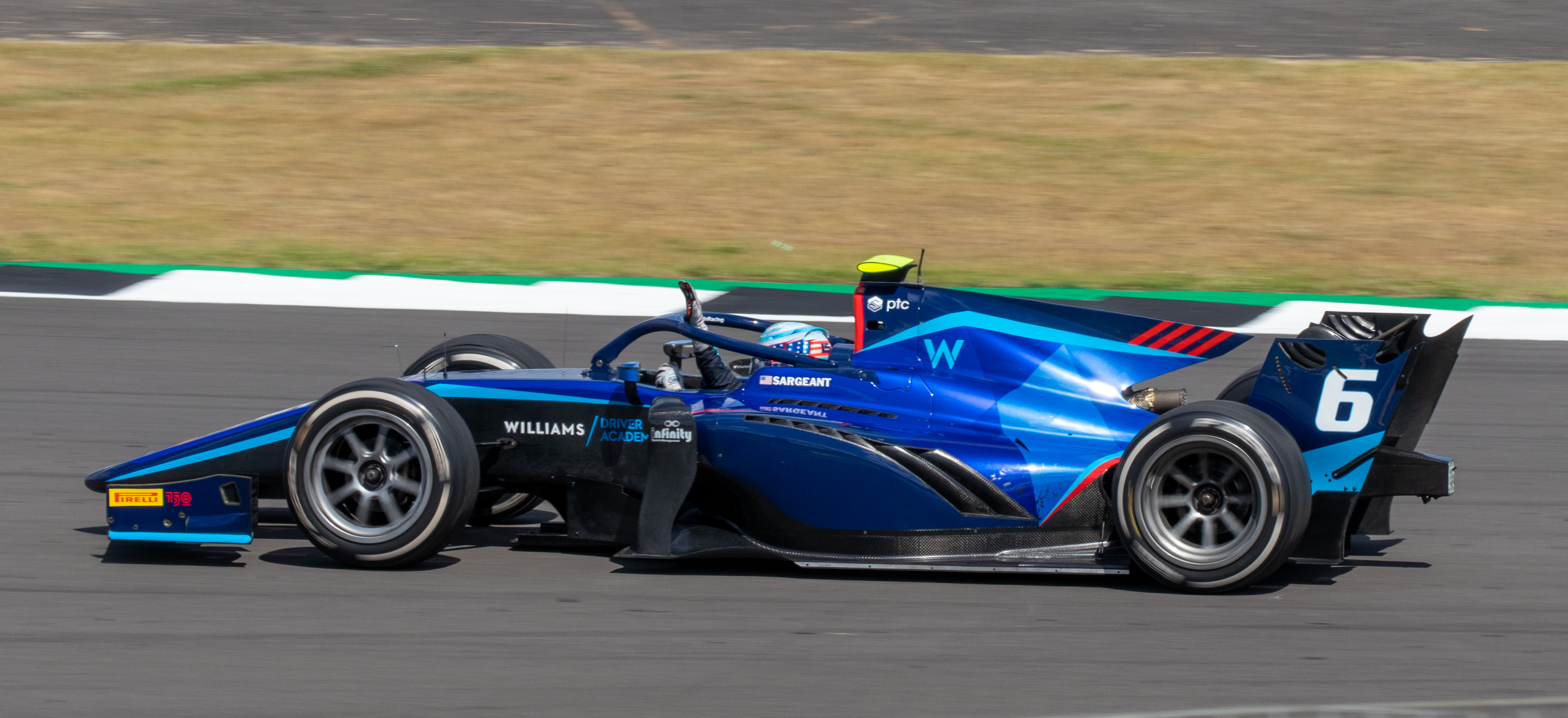
Sargeant in der Formel 2 nach seinem Sieg auf dem Silverstone Circuit, 2022

Sargeant debütierte im Dezember 2021 mit dem deutschen Team HWA Racelab bei den Veranstaltungen auf dem Jeddah Corniche Circuit in Saudi-Arabien im Rahmen der Saison 2021 als Gaststarter in der FIA-Formel-2-Meisterschaft. Er ersetzte einmalig Jake Hughes und beendete das erste Rennen auf Platz 16, schied im zweiten Rennen aus und lag im dritten und letzten Lauf auf dem vierzehnten Rang. Zuvor hatte er parallel zu seinem Vollzeit-Engagement in der FIA-Formel-3-Meisterschaft auch an Rennen im Le Mans Cup teilgenommen. Er startete für das italienische Team Iron Lynx mit einem Ferrari 488 GT3 in der gleichnamigen Klasse zu drei Rennen, war einmal siegreich und erzielte zweimal einen Podiumsplatz. Weiter nahm er 2021 an zwei Rennen der European Le Mans Series teil, die er für das Racing Team Turkey mit einem Oreca 07 der Klasse LMP2 in den Punkterängen beendete.
Ende des Jahres 2021 bestätigte Carlin Motorsport die nach 2017 in der Formel 4 und 2019 in der Formel 3 inzwischen dritte Zusammenarbeit mit Sargeant. Er wurde als Teamkollege von Liam Lawson für die FIA-Formel-2-Meisterschaft 2022 gemeldet. Sargeant gehörte als einziger Fahrer der insgesamt vier von der Red Bull GmbH unterstützten Cockpits bei Carlin und Prema Racing nicht zum Nachwuchsprogramm von Red Bull Racing. Er fuhr eine erfolgreiche Saison und gewann zwei Rennen, zusätzlich dazu erzielte er noch zwei weitere Podiumsplätze. Mit seinem Erfolg bei der Veranstaltung auf dem Silverstone Circuit stellte er den ewigen Rekord auf, der erste US-Amerikaner zu sein, der bei einem Rennen mit Formel-2-Fahrzeugen siegreich war. Am Jahresende belegte er den vierten Platz in der Gesamtwertung nur einen Punkt hinter seinem Teamkollegen Lawson.

### Formel 1 (2021–2024)

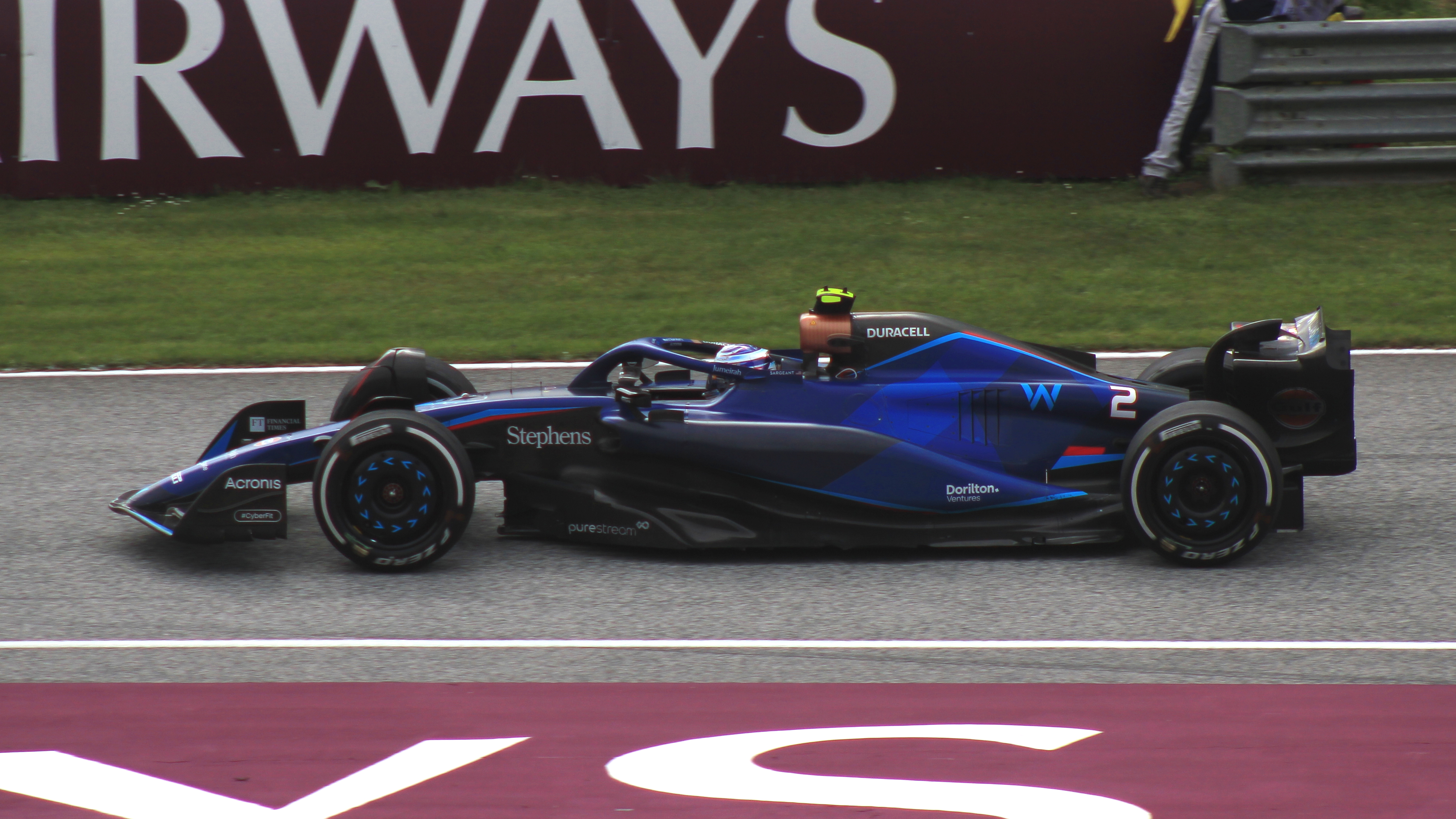
Sargeant im Williams beim Großen Preis von Österreich, 2023

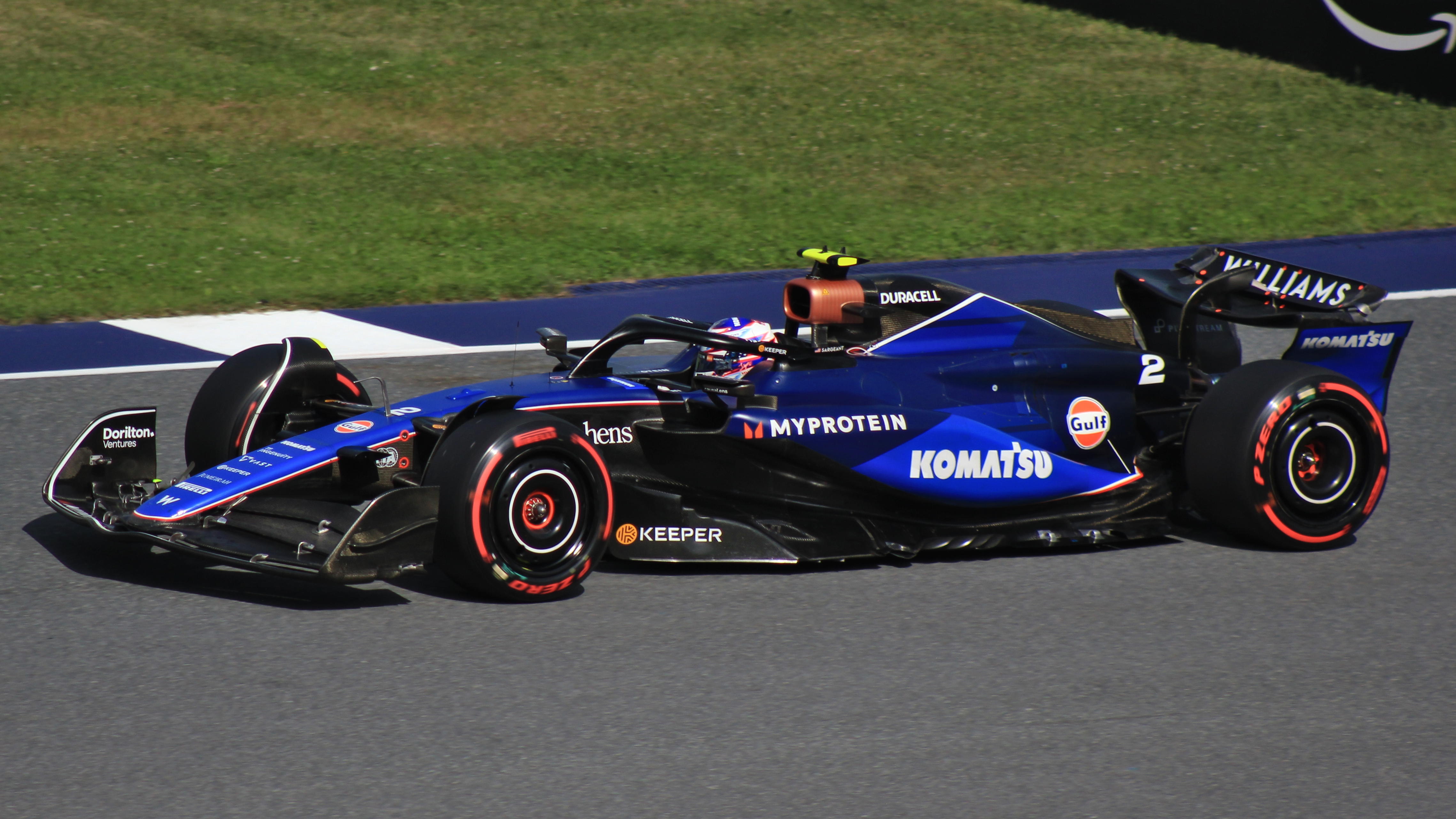
Sargeant im Williams in seiner zweiten Formel-1-Saison, 2024

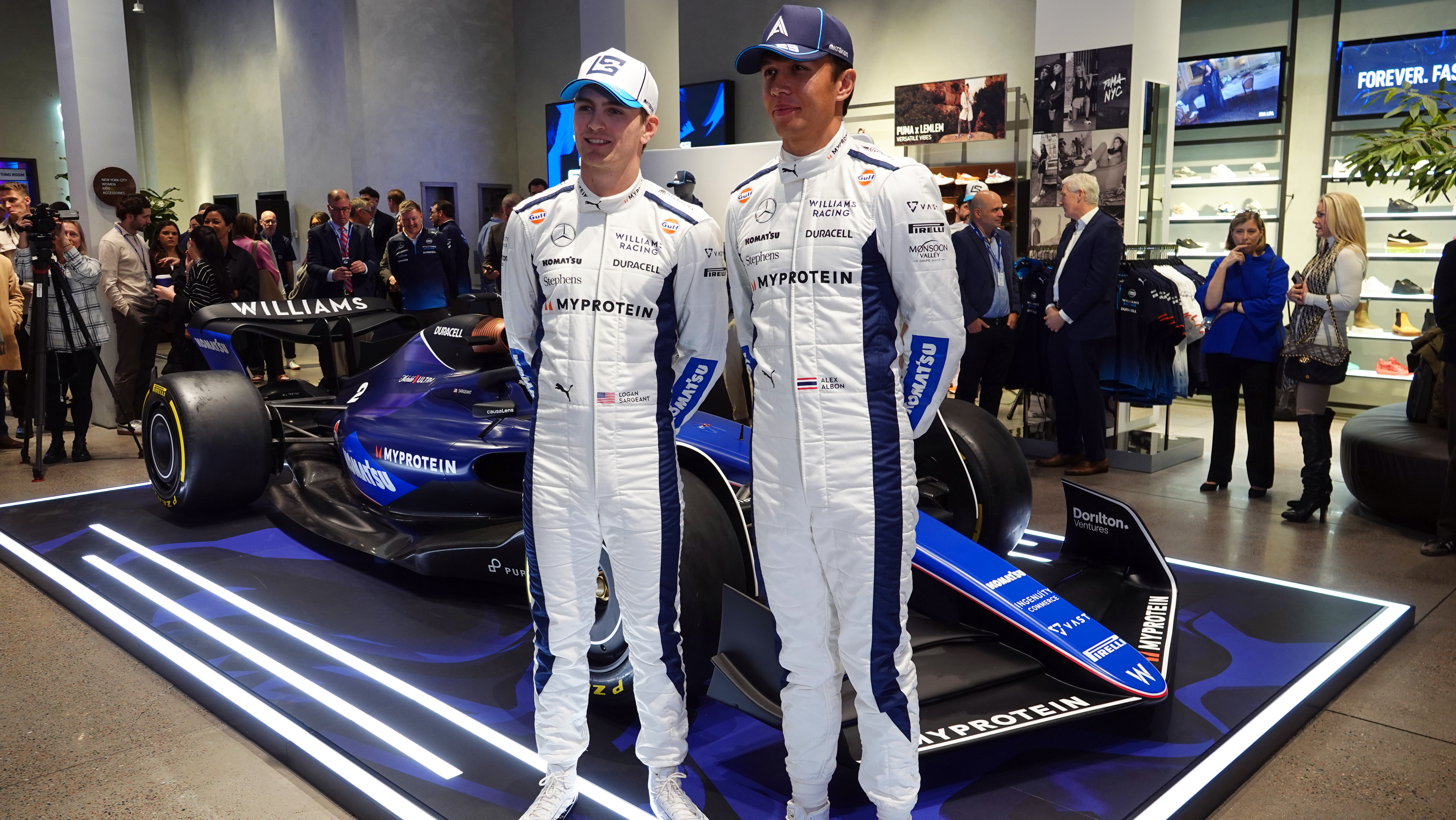
Sargeant mit seinem Teamkollegen Alexander Albon, 2024

Im Vorfeld des Großen Preises der USA im Oktober 2021 wurde Sargeant in das Nachwuchsprogramm von Williams F1, die Williams Racing Driver Academy, aufgenommen. Im Rahmen von Testfahrten auf dem Yas Marina Circuit im Anschluss an den Großen Preis von Abu Dhabi fuhr er im Dezember gleichen Jahres erstmals einen Formel-1-Wagen. Zuvor hatte er für das Team bereits Arbeit im Simulator durchgeführt und war im Williams-Werk in Grove in fabrikinterne Prozesse eingebunden.
Ein Jahr später, beim ersten freien Training des Großen Preises der USA 2022, nahm Sargeant als erster US-Amerikaner seit Alexander Rossi 2015 erstmals an einem Formel-1-Grand-Prix teil. Er ersetzte Nicholas Latifi und belegte den 19. Platz, setzte sich dabei aber gegen den bereits zwischen 2017 und 2021 in der Formel 1 gestarteten Antonio Giovinazzi im Haas durch, der ebenfalls als Testfahrer am Training teilnahm. Im Anschluss bestätigte Teamchef Jost Capito, dass Sargeant für 2023 als Stammfahrer zu Williams aufsteigen wird, sollte es ihm gelingen, ausreichend Punkte für die Superlizenz – die für die Formel 1 notwendige Fahrerlaubnis – in der Formel 2 zu sammeln. Bei den folgenden Grands Prix in Mexiko und Abu Dhabi nahm er erneut an den Freitagstrainings teil und setzte sich dabei gegen die Testfahrer der anderen Teams größtenteils durch.
Nachdem Sargeant beim Saisonfinale der FIA-Formel-2-Meisterschaft 2022 in Abu Dhabi die Mindestpunktzahl für die Superlizenz deutlich übertroffen hatte, galt sein Start in der Formel-1-Weltmeisterschaft 2023 als Teamkollege von Alexander Albon und Nachfolger von Nicholas Latifi bei Williams endgültig als bestätigt. Seinen ersten Grand Prix, den Großen Preis von Bahrain 2023, beendete Sargeant auf dem zwölften Platz. Seine Leistungen lagen über die Saison deutlich hinter denen von Albon – während dieser 27 Punkte sammelte und häufig um einen Platz unter den ersten Zehn mitkämpfte, tat sich Sargeant deutlich schwerer und erzielte einzig bei seinem Heim-Grand-Prix, dem Großen Preis der USA, als Zehnter einen Punkt. Er belegte damit den vorletzten Platz in der Fahrerwertung und ließ einzig Nyck de Vries hinter sich, der zur Mitte der Saison sein Cockpit bei der Scuderia AlphaTauri verloren hatte. Trotz dieser nicht erfolgreichen Debütsaison kündigte Williams an, weiter mit Sargeant zusammenarbeiten zu wollen und bestätigte im Dezember 2023 die Vertragsverlängerung des Fahrers für 2024.
In der ersten Saisonhälfte der Formel-1-Weltmeisterschaft 2024 stand Sargeant erneut im Schatten seines Teamkollegen Albon und erzielte keine WM-Punkte. Nachdem Albon während des Freitagstrainings zum Großen Preis von Australien seinen Williams FW46 bei einem Unfall so schwer beschädigt hatte, dass der Wagen nicht mehr rechtzeitig zur Qualifikation am folgenden Tag repariert werden konnte, musste Sargeant sein Fahrzeug für den Rest des Rennwochenendes an seinen Teamkollegen abtreten. Sargeant selbst fiel wiederholt durch kostspielige Unfälle nach Fahrfehlern auf und zog dadurch immer mehr Kritik auf sich. Im Anschluss an den Großen Preis von Belgien schloss Williams einen Vertrag mit dem Grand-Prix-Sieger Carlos Sainz junior für die Saison 2025 als Nachfolger für Sargeant, dessen Beschäftigung nicht verlängert wurde. Nachdem sich Sargeant im Training zum Großen Preis der Niederlande im Bereich der Hunserug-Kurve von der Strecke gedreht und sein Fahrzeug in den Leitplanken zerschellt war, löste Williams den Fahrervertrag mit sofortiger Wirkung zugunsten von Test- und Ersatzfahrer Franco Colapinto auf, der das Cockpit ab dem folgenden Rennen in Italien übernahm. Seinen letzten Grand Prix beendete Sargeant auf dem 16. Platz.

### Zeit nach der Formel 1 (ab 2024)
Nachdem bereits in den Vormonaten immer wieder ein mögliches Engagement Sargeants in der US-amerikanischen IndyCar Series als weiterer Karriereweg genannt worden war, wurde er im September 2024 zu einem offiziellen Testtag bei Meyer Shank Racing eingeladen, der Ende November gleichen Jahres im kalifornischen Thermal auf dem dortigen Thermal Club Raceway stattfand. Er erzielte sehr gute Rundenzeiten, zu einem weiteren Testtag oder gar einem Vertragsabschluss mit dem Team kam es aber nicht.
Ende 2024 wurde Sargeants Verpflichtung als Mitglied der Fahrermannschaft des neu in die European Le Mans Series einsteigenden, südkoreanischen Teams Genesis Magma Racing bestätigt. Er sollte dort zusammen mit Jamie Chadwick und dem Nachwuchsrennfahrer Mathys Jaubert einen der beiden neu entwickelten Le-Mans-Prototypen des Herstellers pilotieren. Im Februar 2025 verkündete Genesis noch vor dem ersten Saisonlauf überraschend Sargeants Rücktritt aus dem Programm auf eigenen Wunsch. Diese Nachricht löste durch Sargeants begleitenden praktisch vollständigen Rückzug aus der Öffentlichkeit seit Ende 2024 sowie die Formulierung des Herstellers, dass Sargeant den Sport verließe, um sich anderen Interessen zuzuwenden, Spekulationen über ein mögliches Karriereende aus. Somit hat Sargeant seit Sommer 2024 an keinen Rennen teilgenommen, das offizielle Ende seiner Karriere wurde aber noch nicht bekanntgegeben.

## Persönliches
Logan Sargeants älterer Bruder Dalton Sargeant ist ebenfalls Rennfahrer und startete zwischen 2015 und 2018 in diversen nordamerikanischen Motorsportserien, darunter der ARCA Racing Series und der NASCAR Camping World Truck Series.
Als seine permanente Startnummer in der Formel 1 wählte Sargeant die #2, die zuletzt in der Formel-1-Saison 2018 von Stoffel Vandoorne verwendet worden war.

## Statistik

### Karrierestationen
- 2008–2016: Kartsport
- 2016/17: Formel 4 (VAE) (Platz 2)
- 2017: Britische Formel 4 (Platz 3)
- 2018: Formel Renault Eurocup (Platz 4)
- 2019: Formel 3 (Platz 19)
- 2020: Formel 3 (Platz 3)
- 2021: Formel 3 (Platz 7)
- 2021: Formel 2 (Platz 29)
- 2021: Formel 1 (Testfahrer)
- 2022: Formel 2 (Platz 4)
- 2022: Formel 1 (Testfahrer)
- 2023: Formel 1 (Platz 21)
- 2024: Formel 1 (Platz 23)

### Einzelergebnisse in der Formel-4-Meisterschaft der Vereinigten Arabischen Emirate
| Jahr    | Team             | 1   | 2   | 3   | 4   | 5   | 6   | 7   | 8   | 9   | 10  | 11  | 12    | 13  | 14  | 15  | 16  | 17  | 18  | 19    | 20  | 21    | Punkte | Rang |
| ------- | ---------------- | --- | --- | --- | --- | --- | --- | --- | --- | --- | --- | --- | ----- | --- | --- | --- | --- | --- | --- | ----- | --- | ----- | ------ | ---- |
| 2016/17 | Motopark Academy | YM1 | YM1 | YM1 | DA1 | DA1 | DA1 | YM2 | YM2 | YM2 | YM2 | DA2 | DA2   | DA2 | YM3 | YM3 | YM3 | YM3 | YM4 | YM4   | YM4 | YM4   | 261    | 2.   |
| 2016/17 | Motopark Academy | 2   | 2   | 2   | 2   | 2   | 2   | 2   | 2   | 2   | 2   | 3   | (DNF) | 2   | 2   | 3   | 2   | 3   | 2   | (DNF) | 2   | (DNF) | 261    | 2.   |

### Einzelergebnisse in der britischen Formel-4-Meisterschaft
| Jahr | Team              | 1   | 2   | 3   | 4   | 5   | 6   | 7   | 8   | 9   | 10  | 11  | 12  | 13  | 14  | 15  | 16  | 17  | 18  | 19  | 20  | 21  | 22  | 23  | 24  | 25  | 26  | 27  | 28  | 29  | 30  | 31  | Punkte | Rang |
| ---- | ----------------- | --- | --- | --- | --- | --- | --- | --- | --- | --- | --- | --- | --- | --- | --- | --- | --- | --- | --- | --- | --- | --- | --- | --- | --- | --- | --- | --- | --- | --- | --- | --- | ------ | ---- |
| 2017 | Carlin Motorsport | BH1 | BH1 | BH1 | DON | DON | DON | THR | THR | THR | OUL | OUL | OUL | CRO | CRO | CRO | SNE | SNE | SNE | KNO | KNO | KNO | KNO | ROC | ROC | ROC | SIL | SIL | SIL | BH2 | BH2 | BH2 | 356    | 3.   |
| 2017 | Carlin Motorsport | 4   | 4   | 6   | 10  | 13  | 4   | 6   | 4   | 2   | 5   | 2   | C   | 3   | 3   | 6   | 4   | 4   | 2   | 5   | 2   | 2   | 4   | 4   | 4   | 1   | 7   | 1   | 4   | 2   | 4   | DNF | 356    | 3.   |

### Einzelergebnisse im Formel Renault Eurocup
| Jahr | Team     | 1   | 2   | 3   | 4   | 5   | 6   | 7   | 8   | 9   | 10  | 11  | 12  | 13  | 14  | 15  | 16  | 17  | 18  | 19  | 20  | Punkte | Rang |
| ---- | -------- | --- | --- | --- | --- | --- | --- | --- | --- | --- | --- | --- | --- | --- | --- | --- | --- | --- | --- | --- | --- | ------ | ---- |
| 2018 | R-ace GP | FRA | FRA | ITA | ITA | GBR | GBR | MON | MON | AUT | AUT | BEL | BEL | HUN | HUN | DE1 | DE1 | DE2 | DE2 | SPA | SPA | 218    | 4.   |
| 2018 | R-ace GP | 1   | DNF | 8   | 4   | 2   | 2   | 10  | 9   | DNF | DNF | 9   | 2   | 5   | 7   | 1   | 4   | 4   | 5   | 2   | 1   | 218    | 4.   |

### Einzelergebnisse in der FIA-Formel-3-Meisterschaft
| Jahr | Team                  | 1   | 2   | 3   | 4   | 5   | 6   | 7   | 8   | 9   | 10  | 11  | 12  | 13  | 14  | 15  | 16  | 17  | 18  | 19  | 20  | 21  | Punkte | Rang |
| ---- | --------------------- | --- | --- | --- | --- | --- | --- | --- | --- | --- | --- | --- | --- | --- | --- | --- | --- | --- | --- | --- | --- | --- | ------ | ---- |
| 2019 | Carlin Motorsport     | ESP | ESP | FRA | FRA | AUT | AUT | GBR | GBR | HUN | HUN | BEL | BEL | ITA | ITA | RUS | RUS |     |     |     |     |     | 5      | 19.  |
| 2019 | Carlin Motorsport     | 15  | 14  | 12  | 8   | 22  | 26  | 26  | 13  | 10  | 8   | 13  | DNF | 9   | 10  | 15  | 10  |     |     |     |     |     | 5      | 19.  |
| 2020 | Prema Racing          | AT1 | AT1 | AT2 | AT2 | HUN | HUN | GB1 | GB1 | GB2 | GB2 | ESP | ESP | BEL | BEL | IT1 | IT1 | IT2 | IT2 |     |     |     | 160    | 3.   |
| 2020 | Prema Racing          | 2   | 27  | 6   | 2   | 6   | 4   | 3   | 5   | 1   | DNF | 3   | 5   | 8   | 1   | 26  | 24* | 6   | DNF |     |     |     | 160    | 3.   |
| 2021 | Charouz Racing System | ESP | ESP | ESP | FRA | FRA | FRA | AUT | AUT | AUT | HUN | HUN | HUN | BEL | BEL | BEL | NLD | NLD | NLD | RUS | RUS | RUS | 102    | 7.   |
| 2021 | Charouz Racing System | 4   | DNF | 9   | 4   | 12  | DNF | 15  | DNF | 8   | 3   | 9   | 10  | 8   | 3   | 7   | 2   | 10  | 6   | 1   | C   | 4   | 102    | 7.   |

### Einzelergebnisse in der FIA-Formel-2-Meisterschaft
| Jahr | Team              | 1   | 2   | 3   | 4   | 5   | 6   | 7   | 8   | 9   | 10  | 11  | 12  | 13  | 14  | 15  | 16  | 17  | 18  | 19  | 20  | 21  | 22  | 23  | 24  | 25  | 26  | 27  | 28  | Punkte | Rang |
| ---- | ----------------- | --- | --- | --- | --- | --- | --- | --- | --- | --- | --- | --- | --- | --- | --- | --- | --- | --- | --- | --- | --- | --- | --- | --- | --- | --- | --- | --- | --- | ------ | ---- |
| 2021 | HWA Racelab       | BHR | BHR | BHR | MON | MON | MON | ASE | ASE | ASE | GBR | GBR | GBR | ITA | ITA | ITA | RUS | RUS | RUS | KSA | KSA | KSA | UAE | UAE | UAE |     |     |     |     | 0      | 29.  |
| 2021 | HWA Racelab       |     |     |     |     |     |     |     |     |     |     |     |     |     |     |     |     |     |     | 16  | DNF | 14  |     |     |     |     |     |     |     | 0      | 29.  |
| 2022 | Carlin Motorsport | BHR | BHR | KSA | KSA | IT1 | IT1 | ESP | ESP | MCO | MCO | ASE | ASE | GBR | GBR | AUT | AUT | FRA | FRA | HUN | HUN | BEL | BEL | NLD | NLD | IT2 | IT2 | UAE | UAE | 148    | 4.   |
| 2022 | Carlin Motorsport | 6   | 7   | DNF | 12  | 6   | 7   | 3   | 4   | 10  | 9   | 6   | 2   | 7   | 1   | 7   | 1   | 8   | DNF | DNF | 10  | DNF | 5   | 8   | DNF | 4   | DNF | 6   | 5   | 148    | 4.   |

| Legende  | Legende            | Legende                                                          |
| Farbe    | Abkürzung          | Bedeutung                                                        |
| -------- | ------------------ | ---------------------------------------------------------------- |
| Gold     | –                  | Sieg                                                             |
| Silber   | –                  | 2. Platz                                                         |
| Bronze   | –                  | 3. Platz                                                         |
| Grün     | –                  | Platzierung in den Punkten                                       |
| Blau     | –                  | Klassifiziert außerhalb der Punkteränge                          |
| Violett  | DNF                | Rennen nicht beendet (did not finish)                            |
| Violett  | NC                 | nicht klassifiziert (not classified)                             |
| Rot      | DNQ                | nicht qualifiziert (did not qualify)                             |
| Rot      | DNPQ               | in Vorqualifikation gescheitert (did not pre-qualify)            |
| Schwarz  | DSQ                | disqualifiziert (disqualified)                                   |
| Weiß     | DNS                | nicht am Start (did not start)                                   |
| Weiß     | WD                 | zurückgezogen (withdrawn)                                        |
| Hellblau | PO                 | nur am Training teilgenommen (practiced only)                    |
| Hellblau | TD                 | Freitags-Testfahrer (test driver)                                |
| ohne     | DNP                | nicht am Training teilgenommen (did not practice)                |
| ohne     | INJ                | verletzt oder krank (injured)                                    |
| ohne     | EX                 | ausgeschlossen (excluded)                                        |
| ohne     | DNA                | nicht erschienen (did not arrive)                                |
| ohne     | C                  | Rennen abgesagt (cancelled)                                      |
| ohne     | keine WM-Teilnahme |                                                                  |
| sonstige | P/fett             | Pole-Position                                                    |
| sonstige | 1/2/3/4/5/6/7/8    | Punktplatzierung im Sprint-/Qualifikationsrennen                 |
| sonstige | SR/kursiv          | Schnellste Rennrunde                                             |
| sonstige | *                  | nicht im Ziel, aufgrund der zurückgelegten Distanz aber gewertet |
| sonstige | ()                 | Streichresultate                                                 |
| sonstige | unterstrichen      | Führender in der Gesamtwertung                                   |

### Statistik in der Formel-1-Weltmeisterschaft
Diese Statistik umfasst alle Teilnahmen des Fahrers an der Formel-1-Weltmeisterschaft.

#### Gesamtübersicht
(Stand: Saisonende 2024)
| Saison | Team             | Chassis       | Motor                 | Rennen | Siege | Zweiter | Dritter | Poles | schn. Rennrunden | Punkte | WM-Pos. |
| ------ | ---------------- | ------------- | --------------------- | ------ | ----- | ------- | ------- | ----- | ---------------- | ------ | ------- |
| 2023   | Williams F1 Team | Williams FW45 | Mercedes 1.6 V6 Turbo | 22     | −     | −       | −       | −     | −                | 1      | 21.     |
| 2024   | Williams F1 Team | Williams FW46 | Mercedes 1.6 V6 Turbo | 14     | −     | −       | −       | −     | −                | –      | 23.     |
| Gesamt | Gesamt           | Gesamt        | Gesamt                | 36     | −     | −       | −       | −     | −                | 1      |         |

#### Einzelergebnisse
| Saison | 1  | 2  | 3  | 4  | 5   | 6  | 7  | 8   | 9  | 10 | 11  | 12 | 13  | 14 | 15 | 16  | 17  | 18 | 19  | 20 | 21 | 22 | 23 | 24 |
| ------ | -- | -- | -- | -- | --- | -- | -- | --- | -- | -- | --- | -- | --- | -- | -- | --- | --- | -- | --- | -- | -- | -- | -- | -- |
| 2023   |    |    |    |    |     |    |    |     |    |    |     |    |     |    |    |     |     |    |     |    |    |    |    |    |
| 12     | 16 | 16 | 16 | 20 | C   | 18 | 20 | DNF | 13 | 11 | 18* | 17 | DNF | 13 | 14 | DNF | DNF | 10 | 16* | 11 | 16 | 16 |    |    |
| 2024   |    |    |    |    |     |    |    |     |    |    |     |    |     |    |    |     |     |    |     |    |    |    |    |    |
| 20     | 14 | WD | 17 | 17 | DNF | 17 | 15 | DNF | 20 | 19 | 11  | 17 | 17  | 16 |    |     |     |    |     |    |    |    |    |    |

| Legende  | Legende            | Legende                                                          |
| Farbe    | Abkürzung          | Bedeutung                                                        |
| -------- | ------------------ | ---------------------------------------------------------------- |
| Gold     | –                  | Sieg                                                             |
| Silber   | –                  | 2. Platz                                                         |
| Bronze   | –                  | 3. Platz                                                         |
| Grün     | –                  | Platzierung in den Punkten                                       |
| Blau     | –                  | Klassifiziert außerhalb der Punkteränge                          |
| Violett  | DNF                | Rennen nicht beendet (did not finish)                            |
| Violett  | NC                 | nicht klassifiziert (not classified)                             |
| Rot      | DNQ                | nicht qualifiziert (did not qualify)                             |
| Rot      | DNPQ               | in Vorqualifikation gescheitert (did not pre-qualify)            |
| Schwarz  | DSQ                | disqualifiziert (disqualified)                                   |
| Weiß     | DNS                | nicht am Start (did not start)                                   |
| Weiß     | WD                 | zurückgezogen (withdrawn)                                        |
| Hellblau | PO                 | nur am Training teilgenommen (practiced only)                    |
| Hellblau | TD                 | Freitags-Testfahrer (test driver)                                |
| ohne     | DNP                | nicht am Training teilgenommen (did not practice)                |
| ohne     | INJ                | verletzt oder krank (injured)                                    |
| ohne     | EX                 | ausgeschlossen (excluded)                                        |
| ohne     | DNA                | nicht erschienen (did not arrive)                                |
| ohne     | C                  | Rennen abgesagt (cancelled)                                      |
| ohne     | keine WM-Teilnahme |                                                                  |
| sonstige | P/fett             | Pole-Position                                                    |
| sonstige | 1/2/3/4/5/6/7/8    | Punktplatzierung im Sprint-/Qualifikationsrennen                 |
| sonstige | SR/kursiv          | Schnellste Rennrunde                                             |
| sonstige | *                  | nicht im Ziel, aufgrund der zurückgelegten Distanz aber gewertet |
| sonstige | ()                 | Streichresultate                                                 |
| sonstige | unterstrichen      | Führender in der Gesamtwertung                                   |